# Anglo-Welsh Cup

Puchar przyznawany zwycięzcy

Anglo-Welsh Cup – coroczny turniej rugby union rozgrywany w którym aktualnie uczestniczy dwanaście drużyn Aviva Premiership oraz cztery regiony walijskie. Do roku 2005 w rozgrywkach pucharowych brały udział jedynie drużyny angielskie.

## Formuła rozgrywek
Drużyny angielskie są układane wg pozycji w AVIVA Premiership, walijskie wg pozycji w Pro12 i rozdzielane na 4 grupy, w każdej grupie znajdują się trzy kluby angielskie i jeden walijski. Aby zapewnić każdej drużynie dwa mecze w roli gospodarza oraz 2 roli gościa drużyny oprócz trzech meczów w grupie rozgrywają jeden mecz z zespołem z przypisanej mu grupą (pary grup to 1-4 oraz 2-3). Mecz między grupowy jest rozgrywany pomiędzy drużynami z tego samego kraju. Cztery najlepsze ekipy awansują do półfinałów i to między nimi rozgrywa się walka o tytuł.

## Historia
Turniej wielokrotnie zmieniał swoją nazwę i formułę, na początku turniej toczył się pomiędzy wszystkimi zgłoszonymi drużynami systemem pucharowym, w kolejnych latach kiedy stworzono podział na ligi zaczął obowiązywać system pucharu narodowego gdzie drużyny z wyższych lig dołączają do rywalizacji w późniejszych rundach. Od roku 2005 wstęp do rozgrywek mają tylko drużyny Aviva Premiership oraz cztery drużyny walijskie, wtedy też każda drużyna w grupie rozgrywała po trzy mecze, wprowadzenie dodatkowego czwartego meczu miało miejsce w sezonie 2009-10. Od początku utrzymuje się zasada że o wyniku meczu decyduje jedno spotkanie.
W początkowych latach był to jedno z najbardziej prestiżowych trofeów w angielskim rugby klubowym, w ostatnich latach mecze o puchar są rozgrywane w czasie okna na międzynarodowe spotkania dlatego zazwyczaj turniej ten służy ogrywaniu młodej kadry bądź zmienników.
| Sezon     | Nazwa turnieju       | Liczba drużyn                                 | Zwycięzca                                     | Wynik                                         | Pretendent                                    | Stadion                                       | Publiczność                                   | Źródło                                        |
| --------- | -------------------- | --------------------------------------------- | --------------------------------------------- | --------------------------------------------- | --------------------------------------------- | --------------------------------------------- | --------------------------------------------- | --------------------------------------------- |
| 1971-1972 | RFU Club Competition |                                               | Gloucester                                    | 17–6                                          | Moseley                                       | Twickenham                                    | 10,500                                        |                                               |
| 1972–1973 | RFU Club Competition |                                               | Coventry                                      | 27–15                                         | Bristol                                       | Twickenham                                    | 11,500                                        | [ 1 ]                                         |
| 1973-1974 | RFU Club Competition |                                               | Coventry                                      | 26–6                                          | London Scottish                               | Twickenham                                    |                                               |                                               |
| 1974–1975 | RFU Club Competition |                                               | Bedford                                       | 28–12                                         | Rosslyn Park                                  | Twickenham                                    | 18,000                                        | [ 2 ]                                         |
| 1975-1976 | John Player Cup      |                                               | Gosforth                                      | 23–14                                         | Rosslyn Park                                  | Twickenham                                    | 7,500                                         | [ 3 ]                                         |
| 1976-77   | John Player Cup      |                                               | Gosforth                                      | 27–11                                         | Waterloo                                      | Twickenham                                    | 10,000                                        | [ 4 ]                                         |
| 1977–78   | John Player Cup      |                                               | Gloucester                                    | 6–3                                           | Leicester                                     | Twickenham                                    | 24,000                                        | [ 5 ]                                         |
| 1978–79   | John Player Cup      |                                               | Leicester                                     | 15–12                                         | Moseley                                       | Twickenham                                    | 18,000                                        | [ 6 ]                                         |
| 1979–80   | John Player Cup      |                                               | Leicester                                     | 21–9                                          | London Irish                                  | Twickenham                                    | 27,000                                        | [ 7 ]                                         |
| 1980–81   | John Player Cup      |                                               | Leicester                                     | 22–15                                         | Gosforth                                      | Twickenham                                    | 24,000                                        | [ 8 ]                                         |
| 1981–82   | John Player Cup      |                                               | Gloucester                                    | 12–12                                         | Moseley                                       | Twickenham                                    | 20,000                                        | [ 9 ]                                         |
| 1982–83   | John Player Cup      |                                               | Bristol                                       | 28–22                                         | Leicester                                     | Twickenham                                    | 34,000                                        |                                               |
| 1983–84   | John Player Cup      |                                               | Bath                                          | 10–9                                          | Bristol                                       | Twickenham                                    | 25,000                                        | [ 10 ]                                        |
| 1984–85   | John Player Cup      |                                               | Bath                                          | 24–15                                         | London Welsh                                  | Twickenham                                    | 32,000                                        |                                               |
| 1985–86   | John Player Cup      |                                               | Bath                                          | 25–17                                         | London Wasps                                  | Twickenham                                    | 23,000                                        | [ 11 ]                                        |
| 1986–87   | John Player Cup      |                                               | Bath                                          | 19–12                                         | London Wasps                                  | Twickenham                                    | 35,500                                        |                                               |
| 1987–88   | John Player Cup      |                                               | Harlequins                                    | 28–22                                         | Bristol                                       | Twickenham                                    | 37,000                                        | [ 12 ]                                        |
| 1988–89   | Pilkington Cup       |                                               | Bath                                          | 10–6                                          | Leicester                                     | Twickenham                                    | 59,300                                        |                                               |
| 1989–90   | Pilkington Cup       |                                               | Bath                                          | 48–6                                          | Gloucester                                    | Twickenham                                    | 52,000                                        | [ 13 ]                                        |
| 1990–91   | Pilkington Cup       |                                               | Harlequins                                    | 25–13                                         | Northampton                                   | Twickenham                                    | 53,000                                        | [ 14 ]                                        |
| 1991–92   | Pilkington Cup       |                                               | Bath                                          | 15–12                                         | Harlequins                                    | Twickenham                                    | 62,000                                        |                                               |
| 1992–93   | Pilkington Cup       |                                               | Leicester                                     | 23–16                                         | Harlequins                                    | Twickenham                                    | 54,000                                        | [ 15 ]                                        |
| 1993–94   | Pilkington Cup       |                                               | Bath                                          | 21–9                                          | Leicester                                     | Twickenham                                    | 68,000                                        | [ 16 ]                                        |
| 1994–95   | Pilkington Cup       |                                               | Bath                                          | 36–16                                         | London Wasps                                  | Twickenham                                    |                                               | [ 17 ]                                        |
| 1995–96   | Pilkington Cup       |                                               | Bath                                          | 16–15                                         | Leicester                                     | Twickenham                                    | 75,000                                        | [ 18 ]                                        |
| 1996–97   | Pilkington Cup       |                                               | Leicester                                     | 9–3                                           | Sale                                          | Twickenham                                    | 75,000                                        | [ 19 ]                                        |
| 1997–98   | Tetley's Bitter Cup  |                                               | Saracens                                      | 48–18                                         | London Wasps                                  | Twickenham                                    | 65,000                                        | [ 20 ]                                        |
| 1998–99   | Tetley's Bitter Cup  |                                               | London Wasps                                  | 29–19                                         | Newcastle                                     | Twickenham                                    | 50,000                                        | [ 21 ]                                        |
| 1999–00   | Tetley's Bitter Cup  |                                               | London Wasps                                  | 31–23                                         | Northampton                                   | Twickenham                                    | 48,000                                        | [ 22 ]                                        |
| 2000–01   | Tetley's Bitter Cup  |                                               | Newcastle                                     | 30–27                                         | Harlequins                                    | Twickenham                                    | 71,000                                        | [ 23 ]                                        |
| 2001–02   | Powergen Cup         |                                               | London Irish                                  | 38–7                                          | Northampton                                   | Twickenham                                    | 75,000                                        | [ 24 ]                                        |
| 2002–03   | Powergen Cup         |                                               | Gloucester                                    | 40–22                                         | Northampton                                   | Twickenham                                    | 75,000                                        | [ 25 ]                                        |
| 2003–04   | Powergen Cup         |                                               | Newcastle                                     | 37–33                                         | Sale                                          | Twickenham                                    | 48,519                                        | [ 26 ]                                        |
| 2004–05   | Powergen Cup         |                                               | Leeds Tykes                                   | 20–12                                         | Bath                                          | Twickenham                                    | 60,300                                        | [ 27 ]                                        |
| 2005–06   | Powergen Cup         | 16                                            | London Wasps                                  | 26–10                                         | Llanelli Scarlets                             | Twickenham                                    | 57,212                                        | [ 28 ]                                        |
| 2006–07   | EDF Energy Cup       | 16                                            | Leicester Tigers                              | 41–35                                         | Ospreys                                       | Twickenham                                    | 43,312                                        | [ 29 ]                                        |
| 2007–08   | EDF Energy Cup       | 16                                            | Ospreys                                       | 23–6                                          | Leicester Tigers                              | Twickenham                                    | 65,756                                        | [ 30 ]                                        |
| 2008–09   | EDF Energy Cup       | 16                                            | Cardiff Blues                                 | 50–12                                         | Gloucester                                    | Twickenham                                    | 54,899                                        | [ 31 ]                                        |
| 2009–10   | LV Cup               | 16                                            | Northampton Saints                            | 30–24                                         | Gloucester                                    | Sixways Stadium, Worcester                    | 12,024                                        | [ 32 ]                                        |
| 2010–11   | LV Cup               | 16                                            | Gloucester                                    | 34–7                                          | Newcastle Falcons                             | Franklin’s Gardens, Northampton               | 6,848                                         | [ 33 ]                                        |
| 2011–12   | LV Cup               | 16                                            | Leicester Tigers                              | 26–14                                         | Northampton Saints                            | Sixways Stadium, Worcester                    | 11,895                                        | [ 34 ]                                        |
| 2012–13   | LV Cup               | 16                                            | Harlequins                                    | 32–14                                         | Sale Sharks                                   | Sixways Stadium, Worcester                    | 8,100                                         | [ 35 ]                                        |
| 2013–14   | LV Cup               | 16                                            | Exeter Chiefs                                 | 15–8                                          | Northampton Saints                            | Sandy Park, Exeter                            | 10,744                                        | [ 36 ]                                        |
| 2014–15   | LV Cup               | 16                                            | Saracens                                      | 23–20                                         | Exeter Chiefs                                 | Franklin’s Gardens, Northampton               | 8,865                                         | [ 37 ]                                        |
| 2015–16   | LV Cup               | Turniej nie odbył się z powodu Pucharu Świata | Turniej nie odbył się z powodu Pucharu Świata | Turniej nie odbył się z powodu Pucharu Świata | Turniej nie odbył się z powodu Pucharu Świata | Turniej nie odbył się z powodu Pucharu Świata | Turniej nie odbył się z powodu Pucharu Świata | Turniej nie odbył się z powodu Pucharu Świata |
| 2016–17   | LV Cup               | 16                                            | Leicester Tigers                              | 16-12                                         | Exeter Chiefs                                 | Twickenham Stoop, Londyn                      | 6,834                                         | [ 38 ]                                        |
| 2017–18   | LV Cup               | 16                                            | Exeter Chiefs                                 | 28-11                                         | Bath Rugby                                    | Kingsholm Stadium, Gloucester                 | 8,074                                         | [ 39 ]                                        |

| *       | Dogrywka        |
| Kursywa | Podział Pucharu |